# زنان در بلژیک
زنانی که در بلژیک زندگی می‌کنند توانسته‌اند در گذر نسل‌ها شکاف جنسیتی را به آرامی پر کنند. به خصوص در نسل جوان‌تر افزایش کار پاره‌وقت به این مسئله کمک نموده است. در سال ۱۹۹۹ میانگین دستمزد یک زن بلژیکی ۹۱ درصد دستمزد یک مرد بلژیکی است. در بلژیک هنوز هم قسمت عمده کار خانگی را زنان براساس توافقی که با شریک زندگی خود دارند انجام می‌دهند.

## پیشینه فرهنگی
فرهنگ بلژیکی زیرا هم جنبه‌هایی از فرهنگ وجود دارند که تمام بلژیکی‌ها آن را باور دارند و هم تفاوت‌های فرهنگی میان دو گروه اصی ساکن در بلژیک یعنی فلاندری‌های هلندی‌زبان و والون‌های فرانسوی‌زبان وجود دارد. فلاندری‌ها به شدت از فرهنگ انگلیسی‌زبان‌ها و هلندی‌ها متأثر هستند در حالی که فرانسوی‌زبان‌ها بیشتر بر فرهنگ فرانسوی تمرکز دارند. امروزه پایتخت بلژیک، شهر بروکسل دوزبانه اما با اکثریت فرانسوی است و علاوه بر این دو فرهنگ اصلی اقلیت‌هایی از آلمانی‌زبانان نیز در شرق کشور زندگی می‌کنند. حقوق زنان در بلژیک متأثر از عوامل زیادی مانند فرهنگ بومی، قوانین و سیاست‌های ملی است. زنان بلژیکی حق رای را به صورت محدود در سال ۱۹۱۹ میلادی و به صورت کامل در سال ۱۹۴۸ به دست آوردند، همچنین ایشان از سال ۱۹۲۱ حق بر انتخاب شدن را نیز دارا هستند.

## ازدواج و زندگی خانوادگی
مانند بسیاری از کشورهای اروپایی دیگر حقوق خانواده در بلژیک نیز ریاست امور خانواده را به شوهر می‌داد اما این قوانین از میانه‌های قرن بیستم به آرامی تغییر نمودند.
دادگاه تجدیدنظر بروکسل در سال ۱۹۷۹ میلادی جرم تجاوز به همسر را به رسمیت شناخت و اعلام نمود که اگر شوهری با اعمال خشونت زیاد زن را بر خلاف میل خودش به رابطه جنسی مجبور نماید به تجاوز محکوم می‌شود. استدلال دادگاه این بود که هرچند مرد حق بر برقراری رابطه جنسی با زن خود دارد اما نمی‌تواند با خشونت حق خود را اعمال نماید و قوانین بلژیک اجازه نمی‌دهند که افراد برای احقاق حق خویش به خشونت متوسل شوند. در سال ۱۹۸۷ زنای محصنه در بلژیک جرم‌زدایی شد. ازدواج همجنس در بلژیک سال ۲۰۰۳ قانونی شد. قوانین طلاق در بلژیک هم سال ۲۰۰۷ اصلاح شدند. طی سال‌های قرن ۲۱ میلادی ارتباط میان ازدواج و باروری کاهش یافت و سال ۲۰۱۲ تولدهای خارج از ازدواج به ۵۲٫۳٪ رسید. مرکزیت ازدواج در زندگی مردم بلژیک هم رو به کاهش است و یک پژوهش در سال ۲۰۰۸ نشان می‌دهد ۳۴٫۳٪ معتقد هستند ازدواج یک سنت کهنه است.

## حقوق زادآوری و سلامت
قوانین سقط جنین بلژیک سال ۱۹۹۰ اصلاح شدند و سقط جنین تا هفته دوازدهم بارداری جایز شمرده شد. لازم است زن شش روز پیش از سقط جنین مشاوره دریافت کند و در صورت سقط جنین تا هفته‌ها برای نظارت سلامتی زیر نظر پزشک باشد. بارداری پس از دوازده هفته هم باید به دلایل پزشکی باشد. بلژیک مانند بسیاری از کشورهای اروپایی با نرخ پایین باروری و باروری زیر سطح جایگزینی مواجه است. میزان کلی باروری ۱٫۷ کودک به ازای هر زن است که زیر نرخ جایگزین ۲٫۱ قرار دارد.

## زنان در سیاست
حضور زنان در مجلس فدرال بلژیک از دهه ۱۹۹۰ به صورت مداوم در حال افزایش است و قوانین بلژیک احزاب را ملزم می‌دارند تا حداقل ۳۳ درصد نامزدهایشان را از میان زنان معرفی کنند و احزابی که این قانون را رعایت نکنند با محدودیت‌هایی روبرو می‌شوند.

## زنان در نیروی کار
بلژیک نیز مانند همسایه خود هلند سنت قوی دارد که در آن زنان به جای مشاغل حرفه‌ای به کار خانگی مشغول هستند. کلیسای کاتولیک که دین سنتی مردم بلژیک هست نیز از تفاوت نقش جنسیتی میان زن و مرد حمایت می‌کند. با این وجود شکاف جنسیتی در دهه‌های اخیر در حال کاهش است. البته باید توجه داشت که افزایش میزان اشتغال زنان به دلیل افزایش مشاغل پاره‌وقت هستند. برای مثال در سال ۲۰۱۱ میزان اشتغال زنان در کار پاره‌وقت ۴۳٫۳٪ بود در حالی که تنها ۹٫۲٪ مردان مشغول به کار پاره‌وقت بودند. پیرامون زمینه اشتغال نیز هنوز تفاوت زیادی بین زنان و مردان وجود دارد، برای مثال تعداد زنان بلژیکی شاغل در حوزه علوم، فناوری و مهندسی از میانگین اتحادیه اروپا کمتر است.